# Aéroport Leoš Janáček d'Ostrava
Pour les articles homonymes, voir Janáček (homonymie).
L'aéroport Leoš Janáček d'Ostrava (code IATA : OSR • code OACI : LKMT), anciennement aéroport international d'Ostrava-Mošnov, est un aéroport desservant la ville d'Ostrava en République tchèque. Il est situé à 20 kilomètres au sud-ouest de la ville. C'est une porte d'entrée du nord de la Moravie et de la Silésie tchèque.
Le "NATO Days in Ostrava", un meeting aérien militaire, a lieu sur l'aéroport depuis 2003.
Un nouveau terminal a été construit et ouvert depuis le 13 décembre 2006, pour un coût de 320 millions de CZK (environ 10.66 millions d'euros). En 2008 est également ouvert un hangar de maintenance.
L'aéroport était la base principale de la compagnie disparue Air Ostrava.

## Situation
| Brno Karlovy · Vary Marienbad Ostrava Pardubice Prague |

## Statistiques
Pour des raisons techniques, il est temporairement impossible d'afficher le graphique qui aurait dû être présenté ici.

Voir la requête brute et les sources sur Wikidata.

## Compagnies aériennes et destinations

### Passagers
| Compagnies          | Destinations |
| ------------------- | --- |
| Bulgaria Air        | En saison charter: Bourgas |
| LOT Polish Airlines | En saison: Varsovie-Chopin |
| Ryanair             | Londres-Stansted |
| SmartWings          | Hurghada, Marsa Alam En saison : - Antalya, - Bourgas, - Corfou-I. Kapodístrias, - Héraklion-N. Kazantzákis, - Kos, - Rhodes-Diagoras, - Varna, - Zante D.-Solomós |

Édité le 01/01/2019  Actualisé le 29/12/2022

### Cargo
| Compagnies                      | Destinations  |
| ------------------------------- | ------------- |
| DHL Aviation opéré par RAF-Avia | Leipzig/Halle |